# Бари-Центральный
Станция Бари-Центральный (итал. Bari Centrale) — главная железнодорожная станция Бари. Управляется национальным железнодорожным оператором Rete Ferroviaria Italiana. Входит в число четырнадцати наиболее напряженных по пассажирообороту станций Италии, вокзалы которых управляются компанией Grandi Stazioni — дочерней компанией RFI. Пассажирооборот станции Бари-Центральный составляет 38 000 человек ежедневно, 14 миллионов пассажиров в год. Через станцию следуют порядка 300 поездов в день.

## Расположение
Станция расположена в историческом центре города, в прямоугольной полосе, разделяющей районы города Мурат, находящийся к северу от станции, и Пиконе, расположенный к югу от неё.
Историческое здание вокзала Бари-Центральный построено в районе Мурат и фасадом выходит на площадь Альдо Моро. Вокзал, построенный в неренессансном стиле, является одной из архитектурных доминант района.
С противоположной от исторического вокзала стороны станции, в районе Пиконе вдоль улицы Джузеппе Капруцци, находится новое вокзальное здание, чей полностью стеклянный фасад протянулся вдоль виа Капруцци на 140 метров. Новый и старый вокзалы связаны подземным переходом, оборудованным лифтами для маломобильных пассажиров, ведущими на все семь платформ станции.
Кроме станции Бари-Центральный RFI, в Бари есть еще две одноименных железнодорожных станции, все они выходят на площадь Альдо Моро. Это примыкающая к главной станции с севера станции Бари-Центральный (FAL), управляемая оператором линии Апулия — Лукания, обслуживающей региональные маршруты Апулии, и станция Бари-Центральный (FT), управляемая компанией  Ferrotramviaria, обслуживающей маршруты городской электрички Бари.

## История

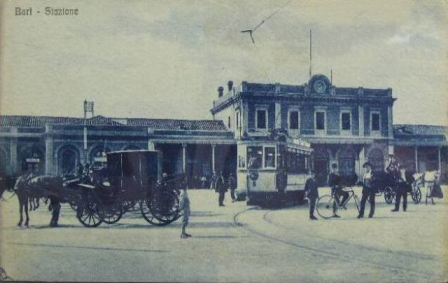
Станция Бари-Центральный в 1920 году.
Боковые флигеля присоединены к главному объему, но еще не выведены на один уровень с ним

Станция была построена в 1864 году как транзитная станция на Адриатической линии, идущей вдоль побережья побережья Адриатического моря от Анконы до Лечче. Изначальная конструкция станции была характерная для транзитных станций Италии второй половины XIX века, характеризовалась двумя главными путями и третьим путем в середине для приема поездов, с начальным/конечным пунктом маршрута в Бари, эти пути и островные платформы между ними были перекрыты пологим стальным навесом. Вокзал представлял из себя небольшое двухэтажное здание в стиле историзма.
Первый поезд пришел в Бари 26 февраля 1865 года с северо-запада, из Анконы. С 29 апреля того же года началось движение поездов из Бари в южно-восточном направлении Адриатической линии, до Бриндизи, а с 15 января 1866 года и до Лечче.
Новая станция почти сразу же стала нуждаться в расширении из-за бурного развития железнодорожного движения на Адриатической линии на рубеже XIX - XIX веков. В промежутке до 1906 года были добавлены 5 новых путей, был расширен вокзал, к которому добавили два отдельно стоящих боковых флигеля, также был построен ряд новых служебных зданий станции. Между 1906 и 1945 годами была проведена новая серия работ по расширению вокзала, которая изменила его первоначальный внешний вид и размер. Сперва к центральному зданию были присоединены боковые флигеля, а в 1930 году соединяющие корпуса были выведены на одну линию с главным корпусом вокзала и надстроены на один этаж, таким образом был расширен второй этаж главного объёма. В центральном кассовом зале были установлены мраморные колонны дорического ордера, а сводчатые потолки были заменены кессонными. Со стороны города над входом был установлен чугунный кованый навес.
В 1946 году был разработан новый генеральный план реконструкции станции. В его рамках было реконструировано подхватил вокзальное здание, пр этом по возможности был реставрирован исторический облик его интерьеров и фасадов. Полы, потолочная декоративная лепнина, арки с фризами были восстановлены согласно старым чертежам, исторические железные светильники начала двадцатого века были отреставрированы, а утраченные с течением времени, были заменены, где это возможно, на идентичные оригиналам. Также был отреставрирован фасад вокзала, выходящий на площадь Альдо Моро.
Количество путей возросло до 17, в частности в 1974 году были построены два тупиковых пути со стороны Пиконе, обслуживающие поезда линии Юго-Восток. 
В 1998 год была создана компания Grandi Stazioni — дочерняя компания оператора итальянской железнодорожной сети, компании Ferrovie dello Stato Italiane, для текущего управления, развития и обновления тринадцати крупнейших железнодорожных станций Италии, в число которых входит и Бари-Центральный. С начала 2000-х гг. станция была включена в программу реконструкции итальянских станций, управляемых Grandi Stazioni. В частности, было выделено 12 млн евро на строительство нового вокзального здания с противоположной от исторического вокзала стороны станции, в районе Пиконе вдоль улицы Джузеппе Капруцци. Его полностью стеклянный фасад протянулся вдоль виа Капруцци на 140 метров. Здание трёхэтажное, площадью свыше 3000 м2. На первом этаже размещены билетные кассы, зал ожидания, магазины и точки общепита. Второй и третий этажи занимают служебные помещения. Одновременно с новым вокзальным зданием был расширен с трёх до пяти метров подземный переход, не только связавший старый и новый вокзалы, но и улучшивший связь между районами города Мурат и Пиконе, разделёнными железной дорогой. Были построены лифты для маломобильных пассажиров на все семь платформ станции.

## Обслуживаемые направления и маршруты
На станцию Бари-Центральный прибывают и с неё отправляются поезда двух компаний — железнодорожных операторов:
- Trenitalia — основной железнодорожный оператор Италии;
- Линия Юго-Восток — обслуживает местные маршруты, следующие из Бари в юго-восточном направлении на «каблук» «Итальянского сапога».

Trenitalia обслуживает следующие типы поездов и маршруты, следующие через станцию Бари-Центральный:
- Высокоскоростной поезд (Frecciarossa) Милан–Болонья–Анкона–Пескара–Фоджа–Бари
- Высокоскоростной поезд (Frecciargento) Рим–Фоджа–Бари–Бриндизи–Лечче
- Высокоскоростной поезд (Frecciabianca) Милан–Парма–Болонья–Анкона–Пескара–Фоджа–Бари–Бриндизи–Лечче
- Высокоскоростной поезд (Frecciabianca) Милан–Парма–Болонья–Анкона–Пескара–Фоджа–Бари–Таранто
- Высокоскоростной поезд (Frecciabianca) Турин–Парма–Болонья–Анкона–Пескара–Фоджа–Бари–Бриндизи–Лечче
- Высокоскоростной поезд (Frecciabianca) Венция–Падуя–Болонья–Анкона–Пескара–Фоджа–Бари–Бриндизи–Лечче
- Поезд InterCity[итал.] Рим–Фоджа–Бари (- Таранто)
- Поезд InterCity[итал.] Болонья–Римини–Анкона–Пескара–Фоджа–Бари–Бриндизи–Лечче
- Поезд InterCity[итал.] Болонья– Римини –Анкона–Пескара–Фоджа–Бари–Таранто
- Ночной поезд (Intercity Notte) Рим–Фоджа–Бари–Бриндизи–Лечче
- Ночной поезд (Intercity Notte) Милан–Парма–Болонья–Анкона–Пескара–Фоджа–Бари–Бриндизи–Лечче
- Ночной поезд (Intercity Notte) Милан–Анкона–Пескара–Фоджа–Бари–Таранто–Бриндизи–Лечче
- Ночной поезд (Intercity Notte) Турин–Алессандрия–Болонья–Анкона–Пескара–Фоджа–Бари–Бриндизи–Лечче
- Региональный поезд (Treno regionale) Бари–Бриндизи–Лечче
- Региональный поезд (Treno regionale) Фоджа–Барлетта–Бари
- Местный поезд (Treno regionale) Бари–Джоя-дель-Колле –Таранто

Линия Юго-Восток обслуживает следующие типы поездов и маршруты, имеющие начальным/конечным пунктом следования станцию Бари-Центральный:
- Местный поезд (Treno regionale) Бари–Конверсано –Путиньяно–Мартина-Франка
- Местный поезд (Treno regionale) Бари–Казамассима –Путиньяно

## Пассажирский сервис
К услугам пассажиров на вокзале станции Бари-Центральный имеются:
- Билетные кассы
- Билетопечатающие автоматы
- Зал ожидания
- Помощь маломобильным пассажирам
- Камеры хранения багажа, обслуживаемые персоналом
- Туалеты
- Отделение Железнодорожной полиции[итал.]
- Туристический информационный центр
- Почтовые услуги
- Обмен валюты
- Католический храм[8]
- Кафе, бар, ресторан
- Продовольственный магазин, супермаркет, минимаркет

## Галерея

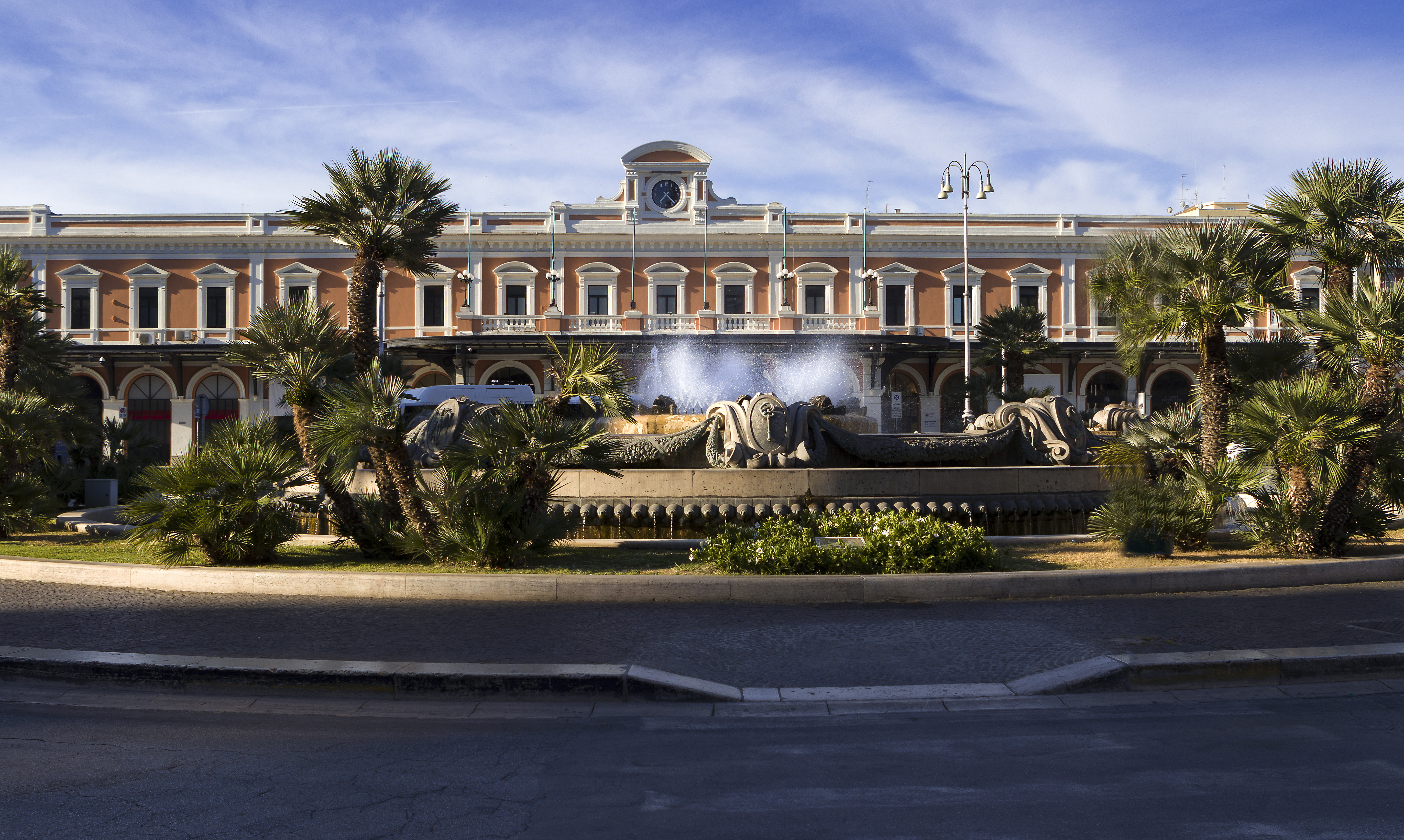
Вид с площади Альдо Моро на фасад исторического здания вокзала
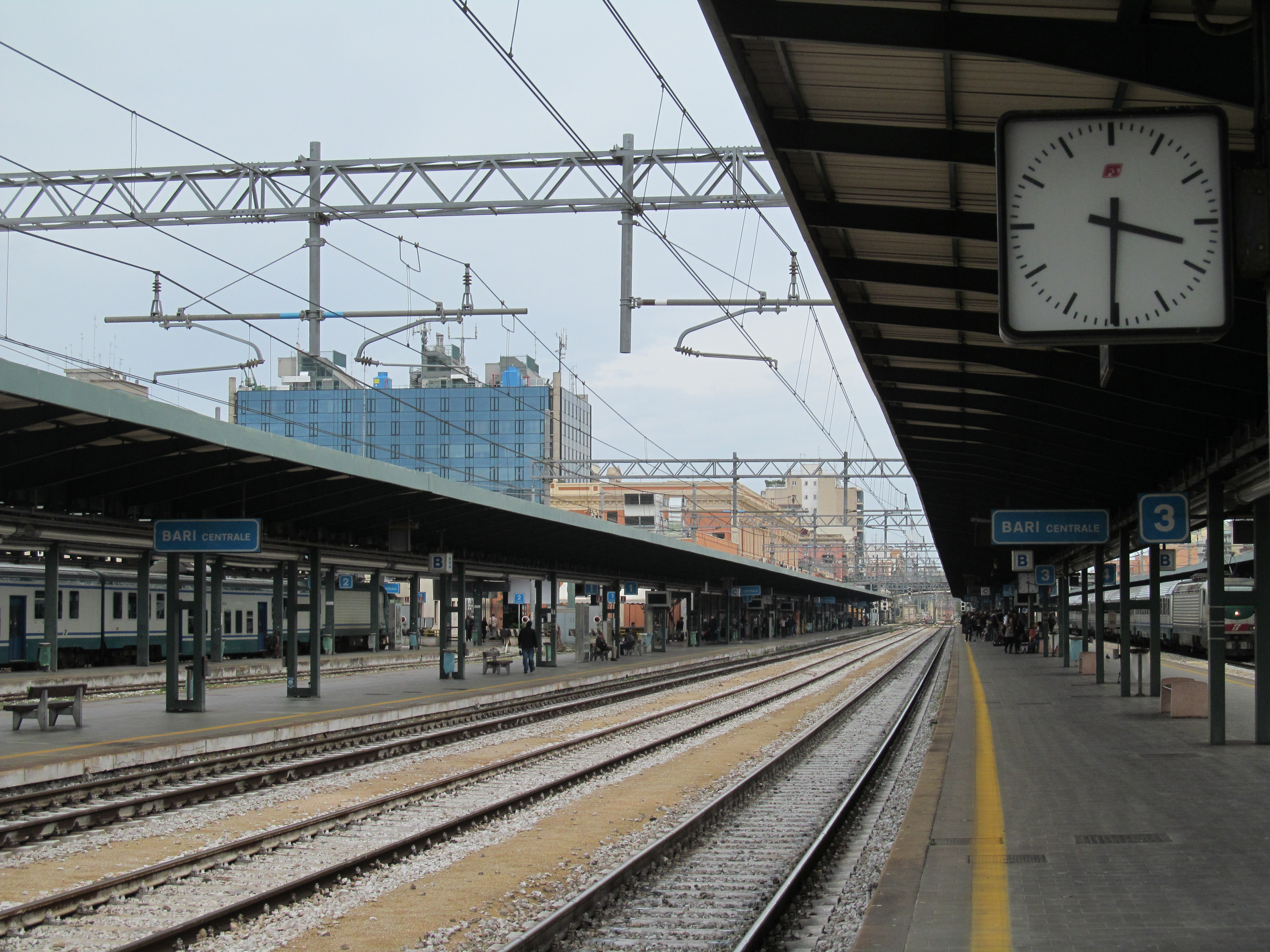
Пути и платформы станции Бари-Центральный
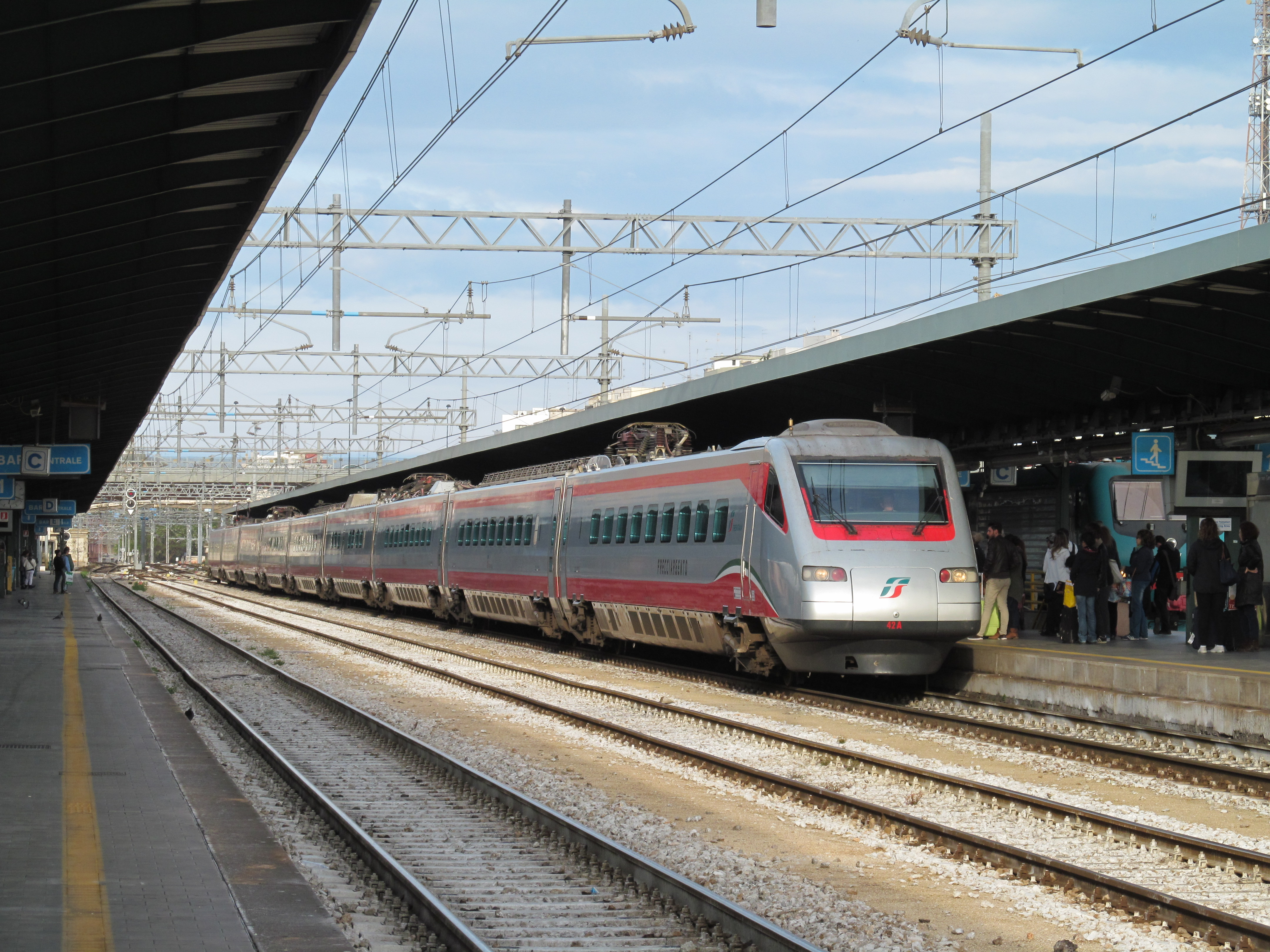
Высокоскоростной поезд Frecciargento на станции Бари-Центральный
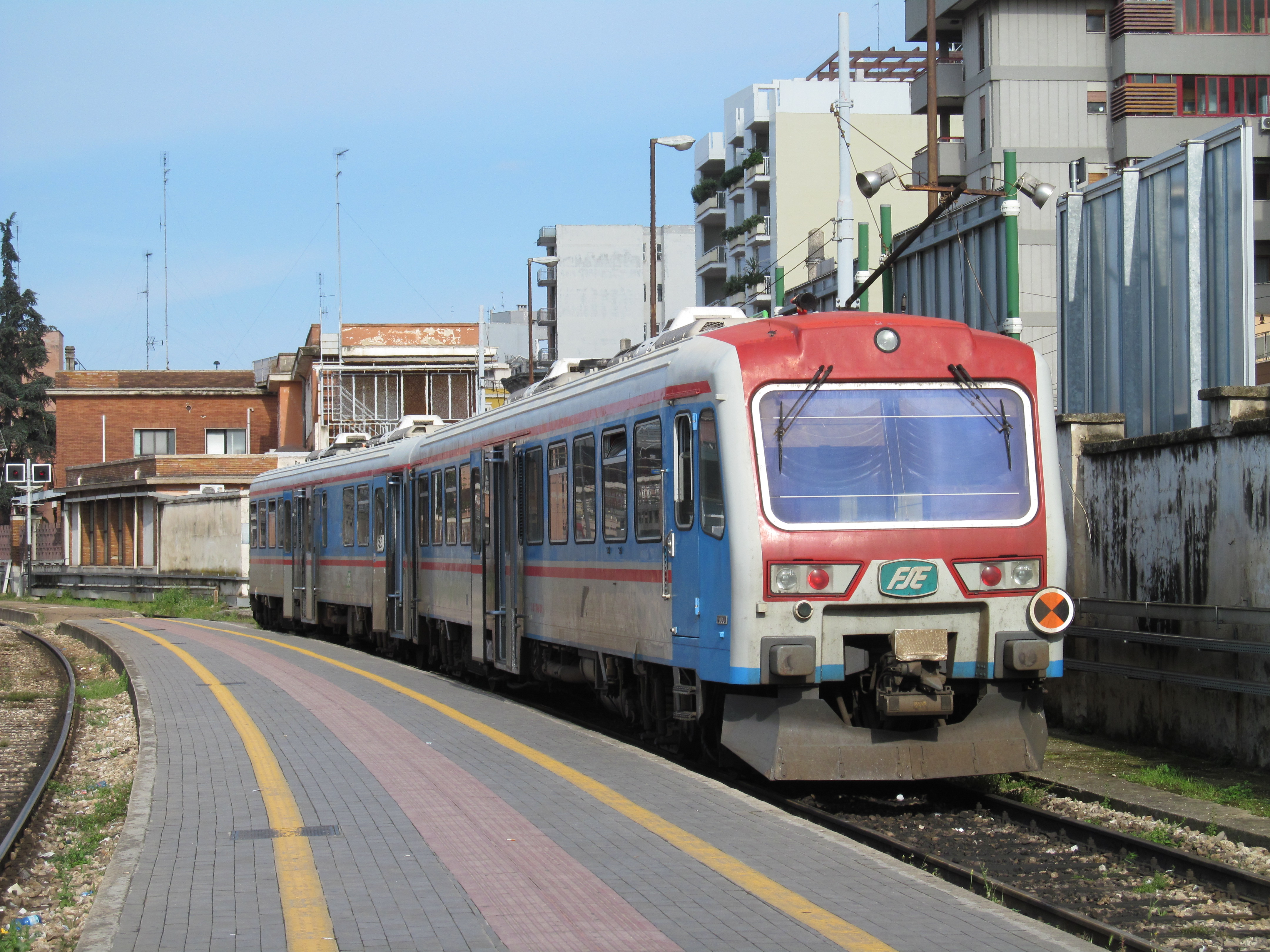
Поезд линии Юго-Восток (FSE) на станции Бари-Центральный